# Nabon (Monténégro)
Pour les articles homonymes, voir Nabon.
Nabon (en serbe cyrillique : Набон) est un village de l'est du Monténégro, dans la municipalité de Podgorica.

## Démographie

### Évolution historique de la population
| 1948 | 1953 | 1961 | 1971 | 1981 | 1991 | 2003 |
| ---- | ---- | ---- | ---- | ---- | ---- | ---- |
| 73   | 75   | 79   | 82   | 88   | 71   | 49   |